# Eduardo Jorge Prats
Eduardo Jorge Prats (Santiago de los Caballeros, 14 de febrero de 1964) es un abogado, político, escritor de la República Dominicana experto en relaciones internacionales y derecho constitucional.

## Trayectoria
Nació el 14 de febrero de 1964 en Santiago de los Caballeros, en el seno de un hogar de clase acomodada. Es hijo de Carmen Prats Cedeño y de Pedro María Jorge Blanco, el hermano mayor del presidente dominicano Salvador Jorge Blanco.
Para el 1987 Jorge Prats se gradúa de licenciado en derecho de la Pontificia Universidad Católica Madre y Maestra (PUCMM), en 1991 termina una maestría en relaciones internacionales de New School University de la ciudad de Nueva York a partir del 1991 inicia laborando como abogado asociado de la firma de abogados Pellerano & Herrera, en 1996 es electo director ejecutivo de la Fundación Institucionalidad y Justicia (FINJUS), para el año 2000 en el gobierno de Hipólito Mejía es nombrado consultor jurídico del Banco Central de la República Dominicana y para el 2003 crea su propia firma de abogados llamada Jorge Prats Abogados Consultores. En este mismo año contrajo nupcias con Angela Duverge Candelario.
En el año 2005 es nombrado director del Departamento de Ciencias Jurídicas de la Pontificia Universidad Católica Madre y Maestra (PUCMM) y un año más tarde es ascendido a director de la Maestría de Derecho Constitucional de dicha universidad. 
Fue asesor en materia de gobierno corporativo del Banco Popular, la Asociación Popular de Ahorros y Préstamos, la Asociación Nacional de Ahorros y Préstamos y la Liga Dominicana de Asociaciones de Ahorro y Préstamos.
En 1991 se inició como profesor de introducción al derecho en la Universidad Católica Madre y Maestra (PUCMM), para el 1993 es nombrado profesor de derecho bursátil y en 1998 profesor de derecho constitucional y administrativo en la Universidad Católica Madre y Maestra (PUCMM) y en 2006 profesor en el Instituto Universitario de Investigación Ortega y Gasset & Fundación Global Democracia y Desarrollo, Primer Master en Alta Dirección Pública.
En el derecho dominicano ha sido redactor y/o corredactor de importantes anteproyectos de leyes como son: Ley Monetaria y Financiera (2002), Ley Orgánica del Banco de Reservas de la República Dominicana (2004), Reglamento de Aplicación de la Ley de Mercado de Valores (2002), Código de Ordenamiento de Mercado (2000-2004) y otros.

## Publicaciones
- Coautor de la obra “Constitución y Economía”, Santo Domingo, PUCMM, 1994.
- Autor de la obra “Derecho Constitucional”, Volúmenes I y II, Santo Domingo, Editora Judicial, Años 2003 y 2005 respectivamente.
- Coautor de la obra “Derecho de la Regulación Monetaria y Financiera”. Santo Domingo: Ius Novum, 2008.
- Artículos en Revista de Ciencias Jurídicas (PUCMM, 1982-1988), Estudios Jurídicos (1991-1996), Gaceta Judicial y Revista Global.
- Columnas en la revista “Rumbo” (1994-2000 y 2003) y los periódicos “El Caribe” (2003-2005) y “Hoy” (2005-presente).